# Zöld Csaba
Zöld Csaba (Marosvásárhely, 1979. február 27. –) Jászai Mari-díjas erdélyi származású magyar színművész, szinkronszínész, énekes, zenész.

## Életrajz
1997–1998 Marosvásárhelyi Állami Filharmónia, tenor. 1998–2001 között a Marosvásárhelyi Színművészeti Egyetemre járt, majd 2001–2005 között elvégezte a budapesti Színház- és Filmművészeti Egyetem musical színész szakát. 2005-től a József Attila Színház tagja. 2006-ban megalapította a Grünnia zenekart, melynek énekese és gitárosa volt. 2009-ben Zöld Csaba & G.Sz.G néven swingduót alapított. Tagja a József Attila Színház színészeiből álló Talány Akusztik zenekarnak. 2011-től szabadúszó színművész. Jelenleg a Körúti Színházban játszik. Színházi szerepei mellett rendszeresen szinkronizál és rendszeresen vannak zenei fellépései is.

### Magánélete
Első felesége Kovalik Ágnes színésznő volt, akivel közös gyermeke Zalán, 2007-ben született. Második felesége Valentin Titánia színésznő. Közös fiuk van. Harmadik felesége Zöld Bianka.

## Szerepeiből

### Film
- Drága örökösök – A visszatérés (magyar sorozat, 2023)
- Béke - A nemzetek felett (magyar dokumentum-játékfilm, 2022)
- Mintaapák (magyar sorozat, 2020)
- Drága örökösök (magyar sorozat, 2019-2020)
- Aranycsapat (TV-film) szereplő
- Járom az utam... (TV-film) közreműködő
- Feledés (színes, magyar besorolású, amerikai sci-fi akciófilm, 2013) szinkronhang
- Hacktion: Újratöltve (színes, magyar akciófilm-sorozat, 2012) (TV-film) színész
- A Kaptár – Túlvilág (színes, magyar besorolású, angol-német-amerikai. akció-horror, 2010) szinkronhang
- Tűzvonalban (színes, magyar krimi sorozat, 2008) (TV-film) színész
- Cimbora Színház (színes, film) (TV-film) szereplő
- Meseautóban (TV-műsor) közreműködő

### Színházi szerepek
- Once/Egyszer... musical (bemutató: 2019. szeptember 20.)

Madách színház színművész
- Fedőneve: Kobra (zenés krimikomédia) (bemutató: 2026. március 28.) József Attila Színház színművész
- Anconai szerelmesek a Balatonon (zenés komédia) (bemutató: 2026. február 14.) József Attila Színház színművész
- SHREK, a Musical – Shrek
- Az ötödik pecsét (dráma) (bemutató: 2025. április 12.) József Attila Színház színművész
- A lovakat lelövik, ugye? – show (dramatikus valóságshow) (bemutató: 2024. december 7.) József Attila Színház színművész
- Flamenco-Vérnász (zenés színmű) (bemutató: 2024. október 4.) József Attila Színház színművész
- Luxemburg grófja (operett) (bemutató: 2024. szeptember 28.) József Attila Színház színművész
- Vízkereszt, vagy bánom is én (vígjáték) (bemutató: 2023. december 9.) József Attila Színház színművész
- Equus (dráma) (bemutató: 2023. október 6.) József Attila Színház színművész
- Kaland (színmű) (bemutató: 2022. október 7.) József Attila Színház színművész
- Koldusopera (opera, musical, operett) (bemutató: 2023. február 18.) József Attila Színház színművész
- Szibériai csárdás „Csárdáskirálynő másképp” (bemutató: 2021. október 9.) József Attila Színház színművész
- Portugál (komédia) (bemutató: 2022. március 19.) József Attila Színház színművész
- Egy szoknya, egy nadrág (vígjáték) (bemutató: 2021. szeptember 11.) József Attila Színház színművész
- Lila ákác (szerelmi história) (bemutató: 2019. március 9. József Attila Színház) színművész
- Naplemente előtt (dráma) (bemutató: 2019. január 26. József Attila Színház) színművész
- Vesztegzár a Grand Hotelben (zenés vígjáték) (bemutató: 2018. december 8. József Attila Színház) színművész
- A pápanő (Szélesre tárulnak a vatikáni kapuk) (bemutató: 2018. szeptember 29. József Attila Színház) színművész
- Karenina, Anna (egy Tolsztoj-értelmezés nagyszínpadra) (bemutató: 2018. március 3. József Attila Színház) színművész
- Lucifer Show (történelmi revü két részben)(bemutató: 2017. december 16. József Attila Színház) színművész
- Csókos asszony (operett) (bemutató: 2017. október 7. József Attila Színház) színművész
- Szerelmes Shakespeare (musical) (bemutató: 2017. június 9. Madách Színház) színművész
- La Mancha lovagja (zenés színmű) (bemutató: 2017. január 28. József Attila Színház) színművész
- Les Misérables - A nyomorultak (musical) (bemutató: 2015. augusztus 14. illetve 2016. április 15. 16. 17.) Madách Színház) színművész
- Angyalföldi ballada (zenés ballada) (bemutató: 2015. december 12. József Attila Színház) színművész
- Valamit valamiért (avagy Ki ölte meg Marilyn Monroe-t?)(bemutató: 2015. december 10. Tesla Teátrum) színművész
- Sörgyári Capriccio (vígjáték) (bemutató: 2016. december 10. József Attila Színház) színművész
- Arzén és Levendula (bűnügyi bohózat)(bemutató: 2016. február 20. József Attila Színház) színművész
- Vuk (musical gyerekeknek)(bemutató: 2014. november 15. Madách Színház) színművész
- Munkácsy, a festőfejedelem (musical)(bemutató: 2013. november 9. József Attila Színház) színész
- A kőszívű ember fiai (bemutató: 2009. március 14. József Attila Színház) színész
- A Kuplé-király (bemutató: 2005. október 23. Spinoza Színház ) szereplő
- A nagymama (bemutató: 2012. december 8. József Attila Színház) színész
- A tüsszentés (bemutató: 2004. október 29. Színház- és Filmművészeti Egyetem (Ódry Színpad)) szereplő
- Add kölcsön a feleséged! (bemutató: 2010. április 24. József Attila Színház) színész
- Ahogy tetszik (bemutató: 2007. február 3. József Attila Színház) színész
- Ájlávju (bemutató: 2008. április 11. Centrál Színház) színész ( - 2011.)
- Aranycsapat (bemutató: 2006. május 20. József Attila Színház) színész
- Az öreg hölgy látogatása (bemutató: 2008. január 13. József Attila Színház) színész
- Báthory Erzsébet (bemutató: 2012. július 13. Margitszigeti Szabadtéri Színpad) színész
- Bérgyilkos a barátom (bemutató: 2008. október 11. József Attila Színház) színész
- Családi szilveszter B.U.É.K 2006' (bemutató: 2005. december 31. József Attila Színház) szereplő
- Csetepaté Chioggiában (bemutató: 2012. április 28. József Attila Színház) színész
- De jajj!! (bemutató: Spinoza Színház) alkotó
- Démonológia (bemutató: 2007. május 13. Centrál Színház) színész
- Dunakanyar és Bösendorfer (bemutató: Száguldó Orfeum) színész
- Édes fiaim (bemutató: 2013. február 9. József Attila Színház) színész
- Éjjeli menedékhely (bemutató: 2009. január 24. József Attila Színház) színész
- Én és a kisöcsém (bemutató: Színház- és Filmművészeti Egyetem (Ódry Színpad)) színész
- Én és a kisöcsém (bemutató: 2006. március 24. Körúti Színház) színész (2006 - 2009)
- Hallo, hallo! (bemutató: József Attila Színház) színész
- Hegedűs a háztetőn (bemutató: 2004. szeptember 20. Színház- és Filmművészeti Egyetem (Ódry Színpad)) színész
- János Vitéz (bemutató: 2005. július 22. Szegedi Szabadtéri Játékok - Dóm tér) színész
- János vitéz (bemutató: 2004. március 13. Pesti Színház)
- Járom az utam (bemutató: 2006. december 16. József Attila Színház) színész
- Kokainfutár (bemutató: 2003. december 8. Színház- és Filmművészeti Egyetem (Ódry Színpad)) színész
- Laura (bemutató: 2005. február 11. Hevesi Sándor Színház) színész
- Legénytoll (bemutató: Spinoza Színház) zene, előadó
- Legyen a feleségem (bemutató: 2007. október 19. József Attila Színház) színész
- Made in Hungaria (bemutató: 2001. szeptember 29. József Attila Színház) színész
- Mici néni két élete (bemutató: 2010. december 11. József Attila Színház)
- Miss Saigon (bemutató: Színház- és Filmművészeti Egyetem (Ódry Színpad)) színész
- Nőügyek (bemutató: József Attila Színház) zene, előadó, szerkesztő
- Oscar (bemutató: RaM Colosseum) színész
- Othello Gyulaházán (bemutató: 2008. március 8. József Attila Színház) színész
- Pattogatott vérfürdő (bemutató: Vörösmarty Színház) színész
- Popcorn (bemutató: 2004. október 29. Bartók Kamaraszínház és Művészetek Háza) színész
- Sose halunk meg (bemutató: 2007. április 14. József Attila Színház) színész
- Szegény gazdagok (bemutató: 2010. október 9. József Attila Színház) színész
- SZENTIVÁNÉJI metroÁLOMás (bemutató: 2006. március 12. József Attila Színház) színész
- Vanek úr Afrikában (bemutató: 2006. január 7. József Attila Színház) színész
- Vörös malom (bemutató: 2007. augusztus 7. Körúti Színház) színész
- Yentl színész (bemutató: 2003. december 11. Színház- és Filmművészeti Egyetem (Ódry Színpad)) színész

### Szinkronok
- Csűrcsavarosdi - Ormi
- Star Wars: Lázadók - Kanan Jarrus

## Filmes szinkronok
- A kaptár 4. - Túlvilág (Resident Evil: Afterlife) Chris Redfield – Wentworth Miller
- A skót kerékpáros (The Flying Scotsman) Graeme apja – Niall Macgregor
- A spanom csaja (My Best Friend`s Girl) Dwalu – Malcolm Barrett
- A szél fiai (Hijos del viento) Rodrigo – Carlos Fuentes
- A szupercsapat (The A-Team) Gammons – Maury Sterling
- Amerika Kapitány: Az első bosszúálló (Captain America: The First Avenger) SHIELD-technikus – Nicholas Pinnock
- Avatar (Avatar) Dr. Max Patel – (Dileep Rao)
- Crank 2. - Magasfeszültség (Crank: High Voltage) Önmaga – Ted Garcia
- Die Hard 4. (Live Free or Die Hard) Jim – Jake McDorman
- Die Hard 5. (A Good Day to Die Hard) Murphy - Amaury Nolasco
- Egyet ide, egyet oda (Koptyem sem, kopityam tam) Pepe – Tomás Hanák
- Elhajlási engedély (Hall Pass) Flats – J.B. Smoove
- Feledés (Oblivion) Sykes - Nikolaj Coster-Waldau
- Kegyenc fegyenc (Big Stan) Patterson – (Salvator Xuereb)
- Kétbalkezes jóakaró (Je sais rien, mais je dirai tout) Didier, Pierre pártfogoltja – Didier Kaminka)
- Largo Winch - Az örökös (Largo Winch) Largo Winch – Tomer Sisley
- Nem kellesz eléggé (He`s Just Not That Into You) Gregory – Rene Lopez
- Ragadozók (Predators) Nyikolaj – Oleg Taktarov
- Rajtaütők (Command Performance) Vladimir – James Chalke
- Robin Hood (Robin Hood) Fülöp, francia király – Jonathan Zaccaï
- Star Trek (Star Trek) George Kirk – Chris Hemsworth
- Szalagavató (Prom night)- Ronnie Heflin - Collins Pennie
- Torta (Layer Cake)  Trevor – Louis Emerick
- Transformers: A bukottak bosszúja (Transformers: Revenge of the Fallen) Graham – Matthew Marsden
- ŰrDongó (Bumblebee) Ron – Stephen Schenieder
- Transformers: A fenevadak kora (Transformers: Rise of the beasts) Gepárd (Cheetor) – Tongayi Chirisa
- A sötét lovag (The Dark Knight) Gambol – Michael Jai White
- Variációk szexre (Young People Fucking) Eric – Josh Cooke
- Végső állomás 4. (The Final Destination) George Lanter – Mykelti Williamson
- Viva Django (Preparati la bara!) Garcia – José Torres
- X-Men kezdetek: Farkas (X-Men Origins: Wolverine) Remy LeBeau (Gambit) – Taylor Kitsch
- Zöld lámpás – Smaragd lovagok (Green Lantern: Emerald Knights) Rubyn  - David Kaufman
- Az Őrzők legendája (Legend of the Guardians: The Owls of Ga'Hoole) (további magyar hang)
- Egyszerűen bonyolult (It`s Complicated) (további magyar hang)
- Féktelen harag (Drive Angry) (további magyar hang)
- Kiskarácsony mindenáron (Deck the Halls) (további magyar hang)
- London Boulevard (London Boulevard) (további magyar hang)
- Nászfrász (License to Wed) (további magyar hang)
- Sorsügynökség (The Adjustment Bureau)(további magyar hang)
- Szex, hazugság, videó (Sex, Lies, and Videotape)(további magyar hang)
- Taxisofőr (Taxi Driver) (további magyar hang)
- Vasember (Iron Man)(további magyar hang)
- Vonat (Train) (további magyar hang)
- Zöld Zóna (Green Zone) (további magyar hang)
- Star Wars VII. rész – Az ébredő Erő (Star Wars: The Force Awakens - Kylo Ren - Adam Driver
- Star Wars VIII. rész – Az utolsó jedik (Star Wars: The Last Jedi) - Kylo Ren - Adam Driver
- Star Wars IX. rész – Skywalker kora (Star Wars: The Rise of Skywalker) - Kylo Ren - Adam Driver, Kanan Jarrus (Caleb Dume)
- Deadpool & Rozsomák: Mr. Paradox – Matthew Macfadyen

## Sorozatbeli szinkronszerepek
- A Silla királyság ékköve - Kim Ju-Sin (Uhm Te-Vung)
- Seherezádé - Onur Aksal - (Halit Ergenç)
- A szerelem nevében - Cristóbal Gamboa - (Arturo Peniche)
- Lépéselőnyben - Eliot Spencer - (Christian Kane)
- Lucky Louie - Rich - (Jim Norton)
- Lora - (waiter 2)
- Star Wars: Lázadók - Kanan Jarrus
- Tiltott gyümölcs - Alihan Taşdemir (Onur Tuna)
- Elárulva - Volkan Arslan (Caner Cindoruk)
- Better Call Saul - Ignacio "Nacho" Varga (Michael Mando)
- Az én csodálatos életem – Mesut Öztürkmen (Onur Tuna)

## Anime/Rajzfilmszinkron
- Fullmetal Alchemist: Brotherhood - Barris
- Naruto
- Rozsomák - Asano
- Vasember - Kuroda
- Star Wars: Lázadók:  Kanan Jarrus (Caleb Dume)
- Pókember elképesztő kalandjai - Thor (1. évad), Arnim Zola (3. évad), Morbius
- Bosszúállók újra együtt - Hüperion
- Star Wars: A klónok háborúja - Bossk
- Transformers: Robots in Disguise: Groundpounder (1. hang)
- Volt egyszer egy stúdió - Varangy (Eric Blore)

## Videojáték
- League of legends - Zac, Égi ököl Lee Sin

## Díjai, elismerései
- Nívó-díj (2008)
- Pantalone-díj (2009)
- Kaló Flórián-díj (2010)
- Nívó-díj (2010)
- Orszáczky-díj (2012)
- Sztankay István-díj (2015)
- Nívó-díj (2018)
- Jászai Mari-díj (2021)[4]